# 菅谷 (上尾市)
菅谷（すがや）は、埼玉県上尾市にある町名および大字。現行行政地名は菅谷一丁目〜六丁目、および大字菅谷。住居表示未実施地区。郵便番号は362-0003。
市の統計などでは上平地区で分類されている。

## 地理
埼玉県の中央地域（県央地域）で、上尾市北部の大宮台地上に位置され、地区を縦断するように芝川の支流が流れ、上尾久喜線が東西に通る。東側を須ケ谷と、南側を平塚や上尾村と隣接する。また、西側は南や西門前や上、北側を桶川市倉田や北足立郡伊奈町小針新宿と隣接する。大字菅谷は芝川の支流に沿って南北に細長い形をしている。また、地区のすぐ西側の上平北学童保育所付近に小さな大字菅谷の飛地が2ヶ所、上平北小学校の敷地の道路を挟んだすぐ南側にごく小さな大字菅谷の飛地が存在する。
地区内は全域が市街化調整区域で農地が多いが、工場や住宅地のほか纏まった雑木林も見られる。

### 地価
住宅地の地価は、2018年（平成30年）の都道府県地価調査によれば、菅谷二丁目45番地の地点で2万4200円/m2となっている。

## 歴史
もとは江戸期より存在した武蔵国足立郡大谷領に属する菅谷村、古くは南北朝期より見出せる足立郡桶川郷のうちの菅谷村であった。隣の須ケ谷村とともにもとは桶川郷のひとつの大きな村で、菅谷村や須ケ谷村に分村された説もある。須ケ谷村の東谷に対し西谷とも呼ばれていたと云われていた。飛地が南村と門前村の間に存在した。村高は正保年間の『武蔵田園簿』では須ケ谷村として304石余（田128石余、畑176石余）と記されている。また、『元禄郷帳』では278石余、『天保郷帳』では282石余であった。化政期の戸数は68軒で、村の規模は東西12町、南北18町程であった。南村のうちに飛地を領していた。地名は須ケ谷村と同様に菅が自生する湿地によるものと云われている。
1875年（明治8年）の農業産物高は『武蔵国郡村誌』によると米70石、大麦158石、小麦105石、甘藷39960貫であった。
はじめは旗本西尾氏の知行、1618年（元和4年）に西尾氏の移封により上知され幕府領となる。のちに一部で知行は旗本松平氏および田中氏の相給となる。元禄年間（1688年〜1704年）より残りの幕府領分が旗本数原氏および木村氏の相給となるが、のちに木村氏知行分は上知され再び幕府領（代官支配地）となる時期を経たのち、1812年（文化9年）に旗本横田氏の知行地となる。
- 幕末の時点では旗本松平氏、田中氏、数原氏、横田氏の4氏による相給[9][注釈 3]。
- 1868年（慶応4年）6月19日 - 武蔵知県事・山田政則（忍藩士）の管轄となる。
- 1869年（明治2年）
  - 1月13日 - 武蔵知県事・宮原忠英の管轄区域に大宮県を設置。県庁は東京府馬喰町に置かれる。
  - 9月29日 - 県庁が浦和に置かれ浦和県に改称。
- 1870年（明治3年） - 地内の東光寺（新義真言宗、観蔵院末）、弥勒寺（同）、長福院（本山派修験、下谷村大行院配下）が廃寺となる[14]。
- 1871年（明治4年）11月13日 - 第1次府県統合により埼玉県の管轄となる。
- 1872年（明治5年）3月 - 大区小区制施行により第19区に属す[15][16]。
- 1879年（明治12年）3月17日 - 郡区町村編制法により成立した北足立郡に属す。郡役所は浦和宿に設置。
- 1884年（明治17年）7月14日 - 連合戸長役場制により成立した上尾宿連合に属す。連合戸長役場は上尾宿に設置[17]。
- 1889年（明治22年）4月1日 - 町村制施行に伴い、菅谷村を含む区域をもって上平村が成立。菅谷村は上平村の大字菅谷となる[9]。
- 1948年（昭和23年）10月 - 上平村立上平小学校（現上尾市立上平小学校）の敷地内に所在した上平村立上平中学校（現上尾市立上平中学校）が、現在地である大字菅谷137番地に移転する[18]。
- 1955年（昭和30年）1月1日 - 町村合併促進法の施行に伴い、上平村が上尾町・平方町・原市町・大石村・大谷村と合併して、新たな上尾町となったことに伴い[19]、上尾町の大字となる。
- 1958年（昭和33年）7月15日 - 上尾町が市制施行され[19]、上尾市の大字となる。
- 1960年（昭和35年）9月1日 - 地内を通る県道が県道49号上尾久喜線（現県道87号上尾久喜線）に改称される[20]。
- 1987年（昭和62年）1月21日 - 大字菅谷、平塚、須ケ谷の各一部より菅谷一丁目〜六丁目が成立[21]。また、大字菅谷の一部が大字須ケ谷、および大字平塚の一部となる。
- 1994年（平成6年）4月1日 - 地内に上尾あゆみ会上平作業所が開所する[22][23]。
- 1998年（平成10年）4月 - 上平公園が造成され、暫定開園する[24]。5月1日に全面開園され、9月1日に上尾市民球場が開場する[25]。
- 2008年（平成20年）11月5日 - 「菅谷の祭りばやし」が市の上尾市登録文化財（無形民俗文化財）に指定される[26]。
- 2009年（平成21年）12月16日 - 「菅谷の大山灯籠行事」が市の上尾市登録文化財（無形民俗文化財）に指定される[27]。

### 存在していた小字
- 西南通[28][11][注釈 4]
- 西中通[注釈 5]
- 西北通
- 中北通
- 中通
- 中南通[注釈 6]
- 東通
- 東中通[注釈 7]
- 東北通[注釈 8]
- 東

※登記簿上は今もなお存在する小字を含む。

## 世帯数と人口
2019年（平成31年）1月1日現在（上尾市発表）の世帯数と人口は以下の通りである。
| 大字・丁目 | 世帯数  | 人口    |
| ---------- | ------- | ------- |
| 大字菅谷   | 286世帯 | 676人   |
| 菅谷一丁目 | 86世帯  | 195人   |
| 菅谷二丁目 | 48世帯  | 123人   |
| 菅谷三丁目 | 91世帯  | 200人   |
| 菅谷四丁目 | 48世帯  | 112人   |
| 菅谷五丁目 | 64世帯  | 146人   |
| 菅谷六丁目 | 93世帯  | 204人   |
| 計         | 716世帯 | 1,656人 |

## 小・中学校の学区
市立小・中学校に通う場合、学区（校区）は以下の通りとなる。
| 大字・丁目 | 番地                                                                  | 小学校               | 中学校             | 備考                                        |
| ---------- | --------------------------------------------------------------------- | -------------------- | ------------------ | ------------------------------------------- |
| 大字菅谷   | 1〜330、332〜341、344、833〜852-1、852-3〜853、856-2〜921、1354〜1361 | 上尾市立上平小学校   | 上尾市立上平中学校 | 希望により上平北小も可（要 通学希望届提出） |
| 大字菅谷   | 331、342〜343、345〜832、852-2、854〜856-1、922〜1353                 | 上尾市立上平北小学校 | 上尾市立上平中学校 |                                             |
| 菅谷一丁目 | 1〜82、88以降                                                         | 上尾市立上平小学校   | 上尾市立上平中学校 | 希望により上平北小も可（要 通学希望届提出） |
| 菅谷一丁目 | 83〜87                                                                | 上尾市立上平北小学校 | 上尾市立上平中学校 |                                             |
| 菅谷二丁目 | 全域                                                                  | 上尾市立上平北小学校 | 上尾市立上平中学校 |                                             |
| 菅谷三丁目 | 全域                                                                  | 上尾市立上平北小学校 | 上尾市立上平中学校 |                                             |
| 菅谷四丁目 | 全域                                                                  | 上尾市立上平北小学校 | 上尾市立上平中学校 |                                             |
| 菅谷五丁目 | 全域                                                                  | 上尾市立上平北小学校 | 上尾市立上平中学校 |                                             |
| 菅谷六丁目 | 全域                                                                  | 上尾市立上平北小学校 | 上尾市立上平中学校 |                                             |

## 事業所
2021年（令和3年）現在の経済センサス調査による事業所数と従業員数は以下の通りである。
| 大字・丁目 | 事業所数 | 従業員数 |
| ---------- | -------- | -------- |
| 大字菅谷   | 23事業所 | 393人    |
| 菅谷一丁目 | 9事業所  | 70人     |
| 菅谷二丁目 | 7事業所  | 33人     |
| 菅谷三丁目 | 6事業所  | 390人    |
| 菅谷四丁目 | 8事業所  | 48人     |
| 菅谷五丁目 | 4事業所  | 5人      |
| 菅谷六丁目 | 3事業所  | 17人     |
| 計         | 60事業所 | 956人    |

## 交通
地区内に鉄道は敷設されていない。最寄り駅はJR東日本高崎線北上尾駅だが、菅谷二丁目45番地の地点よりおよそ2.6 km離れている。

### 道路
- 埼玉県道87号上尾久喜線（べにばな通り） - 埼玉県道323号上尾環状線と重複

### バス
上尾駅から羽貫駅方面への路線バスが運行されている。以前は2010年2月11日から2012年4月1日まで、北上尾駅から伊奈学園までを結ぶけんちゃんバスも運行されていた。
朝日自動車菖蒲営業所
地区内は「菅谷」、「出荷所前」バス停留所が設置されている。
上尾市コミュニティバス「ぐるっとくん」
- 上平菅谷北上尾線

地区内は「上平公園北口」、「菅谷」、「出荷所前」、「菅谷四丁目」、「上組公民館」、「菅谷六丁目北」バス停留所が設置されている。

## 地域

### 町内会
- 上組自治会[33]
- 下組自治会
- 新田区自治会
- 北中地自治会

### 祭事
- 菅谷の祭りばやし - 市登録無形民俗文化財[26]
- 菅谷の大山灯籠行事 - 市登録無形民俗文化財[27]

### 寺社・史跡
- 龍真寺 - 16世紀中期創建[34]。
- 華光寺
- 薬師堂
- 氷川神社
- 八雲社
- 天満宮 - 小祠
- 道祖神 - 小祠

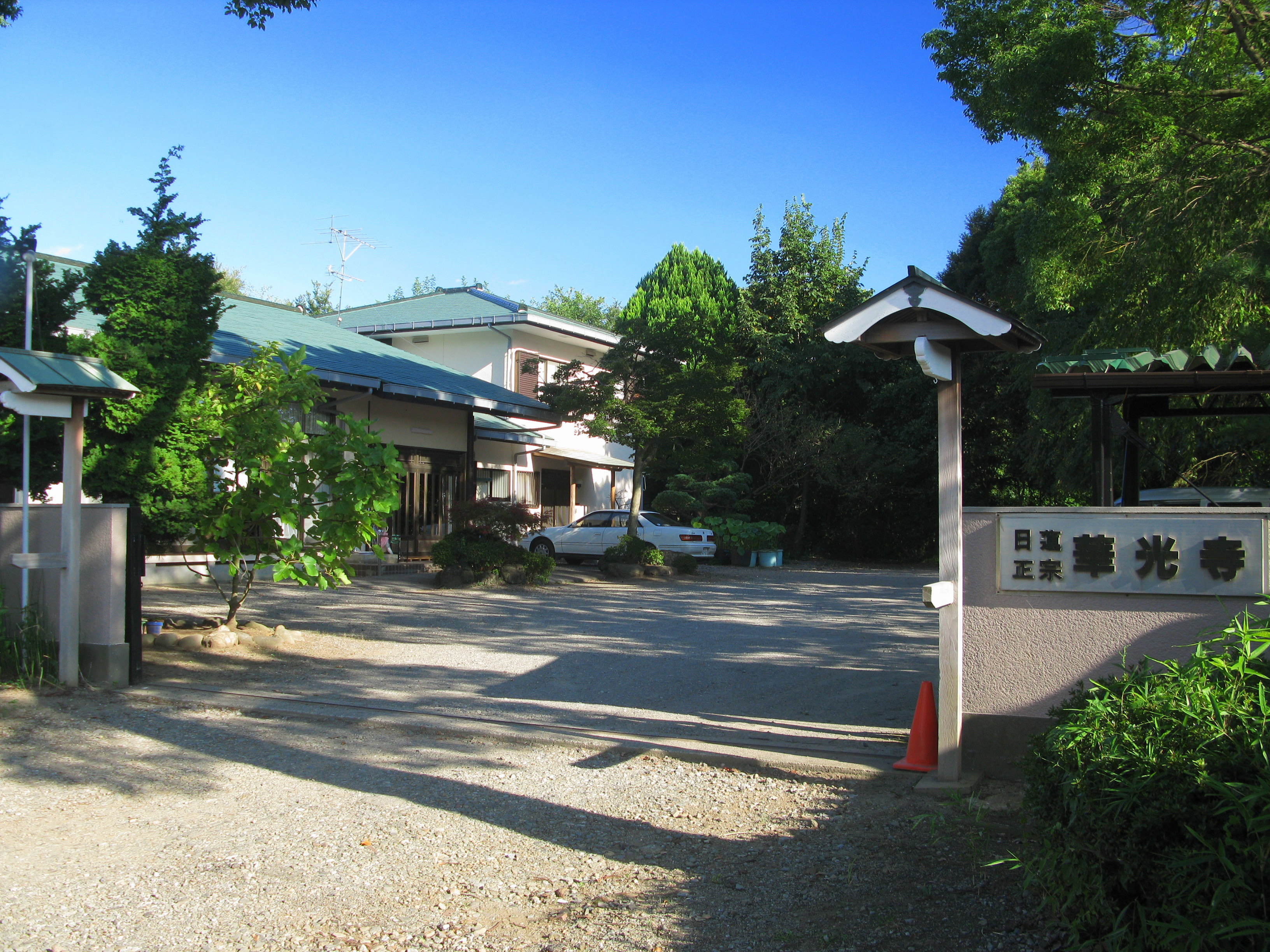
華光寺

- 菅谷北城跡 - 北中地公民館周辺に位置する中世城郭跡[35]。江戸期に廃城された。

### 施設
- 上平公園（総合公園） - 敷地のおよそ半分が立地する。指定緊急避難場所（地震・洪水・大規模な火事）に指定[36]。
  - 上尾市民球場
- 上尾市立上平中学校 - 指定緊急避難場所（地震・洪水）、指定一般避難所に指定。
- 上尾市上平防犯連絡所 - 旧上尾警察署上平交番
- 上尾あゆみ会 上平作業所
- さつき保育園
- 上組公民館
- 下組公民館
- 新田公民館
- 北中地公民館